# Saint-Georges-sur-Baulche
Saint-Georges-sur-Baulche település Franciaországban, Yonne megyében. Lakosainak száma 3176 fő (2022. január 1.). Saint-Georges-sur-Baulche Perrigny, Auxerre, Charbuy és Villefargeau községekkel határos.

## Népesség
A település népessége az elmúlt években az alábbi módon változott:
| Lakosok száma | 3318 | 3277 | 3396 | 3230 | 3230 | 3225 | 3225 | 3201 | 3176 |
|               | 2013 | 2015 | 2016 | 2017 | 2018 | 2019 | 2020 | 2021 | 2022 |